# Androphobe vert
Androphobus viridis
Genre
Espèce
Synonymes
- Androphilus viridis Rothschild & Hartert, 1911[1]

Statut de conservation UICN

 DD  : Données insuffisantes
L'Androphobe vert (Androphobus viridis), unique représentant du genre Androphobus, est une espèce de passereaux de la famille des Psophodidae.

## Répartition
Cet oiseau fréquente les forêts de montagnes du centre de Nouvelle-Guinée entre 1 400 et 2 700 m d'altitude.